# Nemzeti Bajnokság IV 1941–1942
Nemzeti Bajnokság IV 1941–1942 sau liga a 4-a maghiară sezonul 1941–1942 a fost al 26-lea sezon desfășurat în această competiție. 

## Istoric și format
Liga a patra a fost formată din 20 de serii. Doar în seriile Tisa de Sus - grupa Sătmar, Cluj și Criș au evoluat echipe românești. 
Cele 20 serii au fost:
| - Alföld, grupa Subotica - Alföld, grupa Seghedin - Alföld, grupa Novi Sad - Budapesta, grupa Sud - Budapesta, grupa Nord | - Budapesta, grupa Est - Danubia de Sud, - Danubia de Nord, grupa A - Danubia de Nord, grupa B - Dunăre-Tisa, grupa Dunăre | - Dunăre-Tisa, grupa Tisa - Felvideki(de Sus), grupa Bükk - Felvideki(de Sus), grupa Mátra - MOVE, clasa I., grupa Rákóczi - MOVE, clasa I., grupa Zrínyi | - Tisa de Sus, grupa Debrețin - Tisa de Sus, grupa Subcarpatică - Tisa de Sus, grupa Sătmar - Cluj, - Criș, |

## Seria Tisa de Sus, grupa Sătmar
Echipele participante au fost din 4 orașe: 
- Baia Mare: AS Noroc Bun, AS Petroșeni, AS II,
- Baia Sprie: CA Trezoreria
- Carei: CA,
- Craihaza: CFM
- Hust: AS Levente
- Mátészalka: CG
- Satu Mare: Stăruința, CFM

Baia Mare și Satu Mare au avut mai mult de o echipă.
| Poz | Echipă                        | Pld | W | D | L | GF | GA | GD  | Pct |
| --- | ----------------------------- | --- | - | - | - | -- | -- | --- | --- |
| 1   | AS Noroc Bun Baia Mare (C)(P) | 9   | 9 | 0 | 0 | 27 | 4  | +23 | 18  |
| 2   | CFM Satu Mare (P)             | 9   | 7 | 0 | 2 | 43 | 10 | +33 | 14  |
| 3   | CG Mátészalka                 | 9   | 6 | 0 | 3 | 12 | 5  | +7  | 12  |
| 4   | AS Petroșeni Baia Mare(P)     | 9   | 3 | 3 | 4 | 17 | 16 | +1  | 9   |
| 5   | AS Levente Hust               | 9   | 3 | 2 | 4 | 17 | 17 | 0   | 8   |
| 6   | AS Baia Mare II               | 9   | 2 | 3 | 4 | 26 | 28 | -2  | 7   |
| 7   | CA Trezoreria Baia Sprie      | 9   | 3 | 1 | 5 | 10 | 34 | -24 | 7   |
| 8   | CFM Craihaza II               | 9   | 1 | 4 | 4 | 19 | 33 | –14 | 6   |
| 9   | Stăruința Satu Mare(P)        | 9   | 2 | 1 | 6 | 16 | 21 | –5  | 5   |
| 10  | CS Rusi Hust                  | 9   | 2 | 1 | 6 | 3  | 17 | –14 | 5   |

(C) Campioana a fost AS Noroc Bun Baia Mare.
(P) AS NB Baia Mare, CFM Satu Mare, AS Petroșeni Baia Mare și Stăruința Satu Mare a promovat în NBIII (liga a treia maghiară).
Surse:
"Sportul Național"/"Nemzeti Sport" din 1941.11.16

## Seria Cluj
Echipele participante au fost din 3 orașe:  
- Cluj: AS Bastionul, CA II, ASM, AS CFM II, ASSE, AS Poștașul și CA Universitar II.
- Dej: AS, CFM
- Gherla: ASM Stăruința

Doar Cluj a avut mai multe echipe reprezentative.
| Poz | Echipă                | Pld | W  | D | L  | GF | GA | GD  | Pct |
| --- | --------------------- | --- | -- | - | -- | -- | -- | --- | --- |
| 1   | AS Bastionul Cluj(C)  | 18  | 17 | 0 | 1  | 76 | 18 | +58 | 34  |
| 2   | CA Cluj II            | 18  | 13 | 1 | 4  | 45 | 20 | +25 | 27  |
| 3   | ASM Cluj              | 18  | 12 | 1 | 5  | 40 | 28 | +12 | 25  |
| 4   | AS Dej                | 18  | 11 | 1 | 6  | 41 | 23 | +18 | 23  |
| 5   | AS CFM Cluj II        | 18  | 9  | 2 | 7  | 30 | 32 | -2  | 20  |
| 6   | CFM Dej               | 18  | 6  | 3 | 9  | 28 | 41 | -13 | 15  |
| 7   | ASSE Cluj             | 18  | 7  | 1 | 10 | 35 | 54 | -19 | 15  |
| 8   | AS Poștașul Cluj      | 18  | 5  | 3 | 10 | 23 | 55 | -32 | 13  |
| 9   | CA Universitar II     | 18  | 3  | 1 | 14 | 11 | 49 | -38 | 7   |
| 10  | ASM Stăruința Gherla* | 18  | 0  | 1 | 17 | 2  | 11 | -9  | 1   |

(C) Campioana AS Bastionul Cluj a promovat direct în NB II(liga a doua maghiară ).
* S-a retras.
Surse:
"Opoziția"/"Ellenzék" din 1942.07.17

## Seria Criș
Echipele participante au fost din 4 orașe:  
- Bichișciaba: AS Stăruința, CFM, Tricotaje
- Jula: AS, AC
- Mezobereni: AS
- Mezovacihaza: AS
- Bichișsântandrei: Huniad
- Condoroș: AS
- Gyomandrod: SG
- Oradea: CA II, CFM, Înfrățirea, AS Kolping Înfrățirea, CAO II, Electrica
- Orosháza: ASM

Doar Oradea a avut mai mult de o echipă.
| Poz | Echipă                             | Pld | W  | D | L  | GF  | GA | GD  | Pct |
| --- | ---------------------------------- | --- | -- | - | -- | --- | -- | --- | --- |
| 1   | CA Oradea II (C)                   | 26  | 20 | 3 | 3  | 117 | 28 | +89 | 43  |
| 2   | SG Mezovacihazi (P)                | 25  | 16 | 4 | 5  | 81  | 39 | +42 | 36  |
| 3   | CFM Bichișciaba (P)                | 26  | 15 | 5 | 6  | 81  | 43 | +38 | 35  |
| 4   | AS Mezobereni                      | 26  | 15 | 3 | 8  | 69  | 50 | +19 | 33  |
| 5   | SG Jula                            | 25  | 14 | 0 | 11 | 74  | 44 | +30 | 28  |
| 6   | CA Jula                            | 26  | 11 | 3 | 12 | 41  | 44 | -3  | 25  |
| 7   | Huniad Békésszentandrás            | 26  | 9  | 6 | 11 | 53  | 64 | -11 | 24  |
| 8   | AS Tricotaje Bichișciaba           | 25  | 10 | 4 | 11 | 43  | 54 | -11 | 24  |
| 9   | SG CFM Oradea                      | 26  | 10 | 3 | 13 | 63  | 63 | 0   | 23  |
| 10  | SG Gyoma                           | 25  | 10 | 2 | 13 | 45  | 84 | -39 | 22  |
| 11  | AS Condoroș                        | 25  | 10 | 1 | 14 | 52  | 76 | -16 | 21  |
| 12  | Cercul de Educație Fizică Orosháza | 24  | 7  | 5 | 12 | 39  | 66 | -27 | 19  |
| 13  | Cercul Sportiv Orosháza (R)        | 25  | 5  | 7 | 13 | 46  | 73 | -27 | 17  |
| 14  | Fotbal Club Orosháza (R)           | 22  | 6  | 3 | 13 | 58  | 70 | -12 | 15  |

(C) Campioana a fost CA Oradea II.
(P) Au promovat în NBIII(liga a treia maghiară).
(R) Retrogradate.
Surse:
"Sportul Național"/"Nemzeti Sport" 1941.07.13.

## Vezi și
- Prima ligă maghiară 1941–1942
- Liga a 2-a maghiară 1941–1942
- Liga a 3-a maghiară 1941-1942
- Liga a 5-a Maghiară 1941–1942
- Prima ligă maghiară
- Liga a 2-a maghiară
- Liga a 3-a maghiară
- Liga a 4-a maghiară
- Cupa Ungariei
- Supercupa Ungariei
- Cupa Ligii Ungariei